# 24 Ore di Le Mans 2004
La 24 Ore di Le Mans 2004 è stata la 72ª maratona automobilistica svoltasi sul Circuit de la Sarthe di Le Mans, in Francia, il 12 e il 13 giugno 2004. Hanno gareggiato assieme 4 classi di automobili da competizione, ognuna delle quali ha avuto il suo vincitore. Le vetture più veloci, appartenenti alle classi LM-P1 e LM-P2, erano sportprototipi di categoria Le Mans Prototype appositamente progettati e costruiti per le gare, mentre le più lente classi GTS e GT comprendevano vetture derivate da automobili GT stradali.
Con la fine della partecipazione della Bentley, non ci furono team ufficiali in questa edizione della 24 ore, lasciandola teoricamente aperta a chiunque. Comunque, le Audi R8 diedero prova della loro efficacia anche in mano a team privati, realizzando una tripletta.
Ancora una volta, Tom Kristensen fu nella macchina vincitrice, più precisamente l'Audi del team giapponese Goh, realizzando il record di 5 vittorie di fila (dal 2000 al 2004 a cui aggiunge quella del 1997), appaiando Jacky Ickx con 6 vittorie totali.

## Classifica finale
| Pos    | Class | No | Team                                  | Piloti                                                | Telaio                              | Gomme | Giri |
| Pos    | Class | No | Team                                  | Piloti                                                | Motore                              | Gomme | Giri |
| ------ | ----- | -- | ------------------------------------- | ----------------------------------------------------- | ----------------------------------- | ----- | ---- |
| 1      | LMP1  | 5  | Audi Sport Japan Team Goh             | Seiji Ara Rinaldo Capello Tom Kristensen              | Audi R8                             | M     | 379  |
| 1      | LMP1  | 5  | Audi Sport Japan Team Goh             | Seiji Ara Rinaldo Capello Tom Kristensen              | Audi 3.6L Turbo V8                  | M     | 379  |
| 2      | LMP1  | 88 | Audi Sport UK Team Veloqx             | Jamie Davies Johnny Herbert Guy Smith                 | Audi R8                             | M     | 379  |
| 2      | LMP1  | 88 | Audi Sport UK Team Veloqx             | Jamie Davies Johnny Herbert Guy Smith                 | Audi 3.6L Turbo V8                  | M     | 379  |
| 3      | LMP1  | 2  | ADT Champion Racing                   | JJ Lehto Marco Werner Emanuele Pirro                  | Audi R8                             | M     | 368  |
| 3      | LMP1  | 2  | ADT Champion Racing                   | JJ Lehto Marco Werner Emanuele Pirro                  | Audi 3.6L Turbo V8                  | M     | 368  |
| 4      | LMP1  | 18 | Pescarolo Sport                       | Soheil Ayari Érik Comas Benoît Tréluyer               | Pescarolo C60                       | M     | 361  |
| 4      | LMP1  | 18 | Pescarolo Sport                       | Soheil Ayari Érik Comas Benoît Tréluyer               | Judd GV5 5.0L V10                   | M     | 361  |
| 5      | LMP1  | 8  | Audi Sport UK Team Veloqx             | Allan McNish Frank Biela Pierre Kaffer                | Audi R8                             | M     | 350  |
| 5      | LMP1  | 8  | Audi Sport UK Team Veloqx             | Allan McNish Frank Biela Pierre Kaffer                | Audi 3.6L Turbo V8                  | M     | 350  |
| 6      | GTS   | 64 | Corvette Racing                       | Oliver Gavin Olivier Beretta Jan Magnussen            | Chevrolet Corvette C5-R             | M     | 345  |
| 6      | GTS   | 64 | Corvette Racing                       | Oliver Gavin Olivier Beretta Jan Magnussen            | Chevrolet 7.0L V8                   | M     | 345  |
| 7      | LMP1  | 15 | Racing for Holland                    | Jan Lammers Chris Dyson Katsutomo Kaneishi            | Dome S101                           | D     | 341  |
| 7      | LMP1  | 15 | Racing for Holland                    | Jan Lammers Chris Dyson Katsutomo Kaneishi            | Judd GV4 4.0L V10                   | D     | 341  |
| 8      | GTS   | 63 | Corvette Racing                       | Ron Fellows Max Papis Johnny O'Connell                | Chevrolet Corvette C5-R             | M     | 334  |
| 8      | GTS   | 63 | Corvette Racing                       | Ron Fellows Max Papis Johnny O'Connell                | Chevrolet 7.0L V8                   | M     | 334  |
| 9      | GTS   | 65 | Prodrive Racing                       | Darren Turner Colin McRae Rickard Rydell              | Ferrari 550-GTS Maranello           | M     | 329  |
| 9      | GTS   | 65 | Prodrive Racing                       | Darren Turner Colin McRae Rickard Rydell              | Ferrari F133 5.9L V12               | M     | 329  |
| 10     | GT    | 90 | White Lightning Racing                | Jörg Bergmeister Patrick Long Sascha Maassen          | Porsche 911 GT3-RS                  | M     | 327  |
| 10     | GT    | 90 | White Lightning Racing                | Jörg Bergmeister Patrick Long Sascha Maassen          | Porsche 3.6L Flat-6                 | M     | 327  |
| 11     | GTS   | 66 | Prodrive Racing                       | Alain Menu Peter Kox Tomáš Enge                       | Ferrari 550-GTS Maranello           | M     | 325  |
| 11     | GTS   | 66 | Prodrive Racing                       | Alain Menu Peter Kox Tomáš Enge                       | Ferrari F133 5.9L V12               | M     | 325  |
| 12     | GT    | 77 | ChoroQ Racing Team                    | Haruki Kurosawa Kazuyuki Nishizawa Manabu Orido       | Porsche 911 GT3-RSR                 | Y     | 322  |
| 12     | GT    | 77 | ChoroQ Racing Team                    | Haruki Kurosawa Kazuyuki Nishizawa Manabu Orido       | Porsche 3.6L Flat-6                 | Y     | 322  |
| 13     | GT    | 85 | Freisinger Motorsport                 | Stéphane Ortelli Ralf Kelleners Romain Dumas          | Porsche 911 GT3-RSR                 | D     | 321  |
| 13     | GT    | 85 | Freisinger Motorsport                 | Stéphane Ortelli Ralf Kelleners Romain Dumas          | Porsche 3.6L Flat-6                 | D     | 321  |
| 14     | GTS   | 69 | Larbre Compétition                    | Christophe Bouchut Patrice Goueslard Olivier Dupard   | Ferrari 550-GTS Maranello           | M     | 317  |
| 14     | GTS   | 69 | Larbre Compétition                    | Christophe Bouchut Patrice Goueslard Olivier Dupard   | Ferrari F133 5.9L V12               | M     | 317  |
| 15     | GT    | 84 | Seikel Motorsport                     | Anthony Burgess Philip Collin Andrew Bagnall          | Porsche 911 GT3-RS                  | Y     | 317  |
| 15     | GT    | 84 | Seikel Motorsport                     | Anthony Burgess Philip Collin Andrew Bagnall          | Porsche 3.6L Flat-6                 | Y     | 317  |
| 16     | GT    | 72 | Luc Alphand Aventures                 | Luc Alphand Christian Lavieille Phillippe Almeras     | Porsche 911 GT3-RS                  | M     | 316  |
| 16     | GT    | 72 | Luc Alphand Aventures                 | Luc Alphand Christian Lavieille Phillippe Almeras     | Porsche 3.6L Flat-6                 | M     | 316  |
| 17     | LMP1  | 14 | Team Nasamax McNeil Engineering       | Robbie Stirling Werner Lupberger Kevin McGarrity      | Nasamax (Reynard) DM139             | D     | 316  |
| 17     | LMP1  | 14 | Team Nasamax McNeil Engineering       | Robbie Stirling Werner Lupberger Kevin McGarrity      | Judd GV5 5.0L V10 (Bioetanolo)      | D     | 316  |
| 18     | GT    | 81 | The Racer's Group                     | Lars-Erik Nielsen Ian Donaldson Gregor Fisken         | Porsche 911 GT3-RSR                 | M     | 314  |
| 18     | GT    | 81 | The Racer's Group                     | Lars-Erik Nielsen Ian Donaldson Gregor Fisken         | Porsche 3.6L Flat-6                 | M     | 314  |
| 19     | GT    | 92 | Cirtek Motorsport                     | Frank Mountain Hans Hugenholtz Rob Wilson             | Ferrari 360 Modena GTC              | D     | 311  |
| 19     | GT    | 92 | Cirtek Motorsport                     | Frank Mountain Hans Hugenholtz Rob Wilson             | Ferrari F131 3.6L V8                | D     | 311  |
| 20     | LMP1  | 4  | Taurus Sports Racing                  | Christian Vann Benjamin Leuenberger Didier André      | Lola B2K/10                         | M     | 300  |
| 20     | LMP1  | 4  | Taurus Sports Racing                  | Christian Vann Benjamin Leuenberger Didier André      | Judd GV4 4.0L V10                   | M     | 300  |
| 21     | GT    | 89 | Chamberlain-Synergy Motorsport        | Bob Berridge Michael Caine Chris Stockton             | TVR Tuscan T400R                    | D     | 300  |
| 21     | GT    | 89 | Chamberlain-Synergy Motorsport        | Bob Berridge Michael Caine Chris Stockton             | TVR Speed Six 4.0L I6               | D     | 300  |
| 22     | GT    | 96 | Chamberlain-Synergy Motorsport        | Lawrence Tomlinson Nigel Greensall Gareth Evans       | TVR Tuscan T400R                    | D     | 291  |
| 22     | GT    | 96 | Chamberlain-Synergy Motorsport        | Lawrence Tomlinson Nigel Greensall Gareth Evans       | TVR Speed Six 4.0L I6               | D     | 291  |
| 23     | GT    | 75 | Thierry Perrier Perspective Racing    | Ian Khan Nigel Smith Tim Sugden                       | Porsche 911 GT3-RS                  | D     | 283  |
| 23     | GT    | 75 | Thierry Perrier Perspective Racing    | Ian Khan Nigel Smith Tim Sugden                       | Porsche 3.6L Flat-6                 | D     | 283  |
| 24     | LMP1  | 20 | Lister Racing                         | John Nielsen Casper Elgaard Jens Møller               | Lister Storm LMP                    | D     | 279  |
| 24     | LMP1  | 20 | Lister Racing                         | John Nielsen Casper Elgaard Jens Møller               | Chevrolet LS1 6.0L V8               | D     | 279  |
| 25     | LMP2  | 32 | Intersport Racing                     | William Binnie Clint Field Rick Sutherland            | Lola B2K/40                         | P     | 278  |
| 25     | LMP2  | 32 | Intersport Racing                     | William Binnie Clint Field Rick Sutherland            | Judd KV675 3.4L V8                  | P     | 278  |
| 26     | LMP2  | 24 | Rachel Welter                         | Yojiro Terada Patrice Roussel Olivier Porta           | WR LM2001                           | M     | 270  |
| 26     | LMP2  | 24 | Rachel Welter                         | Yojiro Terada Patrice Roussel Olivier Porta           | Peugeot 2.0L Turbo I4               | M     | 270  |
| 27 NC  | GT    | 80 | Morgan Works Race Team                | Adam Sharpe Neil Cunningham Steve Hyde                | Morgan Aero 8R                      | Y     | 222  |
| 27 NC  | GT    | 80 | Morgan Works Race Team                | Adam Sharpe Neil Cunningham Steve Hyde                | BMW B44 (Mader) 4.5L V8             | Y     | 222  |
| 28 NC  | LMP1  | 16 | Racing for Holland                    | Tom Coronel Justin Wilson Ralph Firman                | Dome S101                           | D     | 313  |
| 28 NC  | LMP1  | 16 | Racing for Holland                    | Tom Coronel Justin Wilson Ralph Firman                | Judd GV4 4.0L V10                   | D     | 313  |
| 29 DNF | LMP1  | 17 | Pescarolo Sport                       | Sébastien Bourdais Nicolas Minassian Emmanuel Collard | Pescarolo C60                       | M     | 282  |
| 29 DNF | LMP1  | 17 | Pescarolo Sport                       | Sébastien Bourdais Nicolas Minassian Emmanuel Collard | Judd GV5 5.0L V10                   | M     | 282  |
| 30 DNF | LMP1  | 25 | Ray Mallock Ltd. (RML)                | Thomas Erdos Mike Newton Nathan Kinch                 | MG-Lola EX257                       | D     | 256  |
| 30 DNF | LMP1  | 25 | Ray Mallock Ltd. (RML)                | Thomas Erdos Mike Newton Nathan Kinch                 | MG (AER) XP20 2.0L Turbo I4         | D     | 256  |
| 31 DNF | LMP1  | 6  | Rollcentre Racing                     | Martin Short Rob Barff João Barbosa                   | Dallara SP1                         | D     | 230  |
| 31 DNF | LMP1  | 6  | Rollcentre Racing                     | Martin Short Rob Barff João Barbosa                   | Judd GV4 4.0L V10                   | D     | 230  |
| 32 DNF | GT    | 87 | Orbit Racing BAM!                     | Leo Hindery, Jr. Marc Lieb Mike Rockenfeller          | Porsche 911 GT3-RS                  | M     | 223  |
| 32 DNF | GT    | 87 | Orbit Racing BAM!                     | Leo Hindery, Jr. Marc Lieb Mike Rockenfeller          | Porsche 3.6L Flat-6                 | M     | 223  |
| 33 DNF | LMP1  | 9  | Kondo Racing                          | Hiroki Kato Ryo Fukuda Ryo Michigami                  | Dome S101                           | Y     | 206  |
| 33 DNF | LMP1  | 9  | Kondo Racing                          | Hiroki Kato Ryo Fukuda Ryo Michigami                  | Mugen MF408S 4.0L V8                | Y     | 206  |
| 34 DNF | GTS   | 62 | Barron Connor Racing                  | Mike Hezemans Ange Barde Jean-Denis Délétraz          | Ferrari 575-GTC                     | P     | 200  |
| 34 DNF | GTS   | 62 | Barron Connor Racing                  | Mike Hezemans Ange Barde Jean-Denis Délétraz          | Ferrari F133 6.0L V12               | P     | 200  |
| 35 DNF | LMP1  | 22 | Zytek Engineering, Ltd.               | Andy Wallace David Brabham Hayanari Shimoda           | Zytek 04S                           | M     | 167  |
| 35 DNF | LMP1  | 22 | Zytek Engineering, Ltd.               | Andy Wallace David Brabham Hayanari Shimoda           | Zytek ZG348 3.4L V8                 | M     | 167  |
| 36 DNF | GTS   | 61 | Barron Connor Racing                  | John Bosch Danny Sullivan Thomas Biagi                | Ferrari 575-GTC                     | P     | 163  |
| 36 DNF | GTS   | 61 | Barron Connor Racing                  | John Bosch Danny Sullivan Thomas Biagi                | Ferrari F133 6.0L V12               | P     | 163  |
| 37 DNF | GT    | 83 | Seikel Motorsport                     | Gabrio Rosa Peter van Merksteijn Alex Caffi           | Porsche 911 GT3-RS                  | Y     | 148  |
| 37 DNF | GT    | 83 | Seikel Motorsport                     | Gabrio Rosa Peter van Merksteijn Alex Caffi           | Porsche 3.6L Flat-6                 | Y     | 148  |
| 38 DNF | LMP2  | 36 | Gerard Welter                         | Tristan Gommendy Jean-Bernard Bouvet Bastien Brière   | WR LM2004                           | M     | 137  |
| 38 DNF | LMP2  | 36 | Gerard Welter                         | Tristan Gommendy Jean-Bernard Bouvet Bastien Brière   | Peugeot ES9J4S 3.4L V6              | M     | 137  |
| 39 DNF | GT    | 70 | JMB Racing                            | Jean-René de Fournoux Jaime Melo Stéphane Daoudi      | Ferrari 360 Modena GTC              | M     | 133  |
| 39 DNF | GT    | 70 | JMB Racing                            | Jean-René de Fournoux Jaime Melo Stéphane Daoudi      | Ferrari F131 3.6L V8                | M     | 133  |
| 40 DNF | LMP2  | 31 | Courage Compétition                   | Alexander Frei Sam Hancock Jean-Marc Gounon           | Courage C65                         | M     | 127  |
| 40 DNF | LMP2  | 31 | Courage Compétition                   | Alexander Frei Sam Hancock Jean-Marc Gounon           | JPX 3.4L V6                         | M     | 127  |
| 41 DNF | LMP2  | 35 | Epsilon Sport                         | Renaud Derlot Gunnar Jeanette Gavin Pickering         | Courage C65                         | M     | 124  |
| 41 DNF | LMP2  | 35 | Epsilon Sport                         | Renaud Derlot Gunnar Jeanette Gavin Pickering         | Willman (JPX) 3.4L V6               | M     | 124  |
| 42 DNF | LMP1  | 29 | Noël del Bello Racing                 | Bruno Besson Sylvain Boulay Jean-Luc Maury-Laribière  | Reynard 2KQ                         | M     | 122  |
| 42 DNF | LMP1  | 29 | Noël del Bello Racing                 | Bruno Besson Sylvain Boulay Jean-Luc Maury-Laribière  | Volkswagen HPT16 2.0L Turbo I4      | M     | 122  |
| 43 DNF | LMP2  | 37 | Paul Belmondo Racing                  | Paul Belmondo Claude-Yves Gosselin Marco Saviozzi     | Courage C65                         | M     | 80   |
| 43 DNF | LMP2  | 37 | Paul Belmondo Racing                  | Paul Belmondo Claude-Yves Gosselin Marco Saviozzi     | JPX 3.4L V6                         | M     | 80   |
| 44 DNF | GT    | 86 | Freisinger Motorsport                 | Alexey Vasilyev Nikolai Fomenko Robert Nearn          | Porsche 911 GT3-RSR                 | D     | 65   |
| 44 DNF | GT    | 86 | Freisinger Motorsport                 | Alexey Vasilyev Nikolai Fomenko Robert Nearn          | Porsche 3.6L Flat-6                 | D     | 65   |
| 45 DNF | LMP1  | 11 | Panoz Motor Sports Larbre Compétition | Patrick Bourdais Jean-Luc Blanchemain Roland Bervillé | Panoz GTP                           | M     | 54   |
| 45 DNF | LMP1  | 11 | Panoz Motor Sports Larbre Compétition | Patrick Bourdais Jean-Luc Blanchemain Roland Bervillé | Élan 6L8 6.0L V8                    | M     | 54   |
| 46 DNF | LMP1  | 10 | Taurus Sports Racing                  | Phil Andrews Calum Lockie Anthony Kumpen              | Lola B2K/10                         | D     | 35   |
| 46 DNF | LMP1  | 10 | Taurus Sports Racing                  | Phil Andrews Calum Lockie Anthony Kumpen              | Caterpillar 5.0L Turbo V10 (Diesel) | D     | 35   |
| 47 DNF | LMP1  | 27 | Intersport Racing                     | Jon Field Duncan Dayton Larry Connor                  | Lola B01/60                         | G     | 29   |
| 47 DNF | LMP1  | 27 | Intersport Racing                     | Jon Field Duncan Dayton Larry Connor                  | Judd XV675 3.4L V8                  | G     | 29   |
| 48 DNF | GT    | 78 | PK Sport Ltd.                         | Jim Matthews David Warnock Paul Daniels               | Porsche 911 GT3-RS                  | D     | 27   |
| 48 DNF | GT    | 78 | PK Sport Ltd.                         | Jim Matthews David Warnock Paul Daniels               | Porsche 3.6L Flat-6                 | D     | 27   |

## Statistiche
- Pole Position - #88 Audi Sport UK Team Veloqx - 3:32.838
- Giro più veloce - #88 Audi Sport UK Team Veloqx - 3:34.264
- Distanza coperta - 5169,9 km
- Velocità media - 215,415 km/h
- Velocità massima - Nasamax DM139 - 330 km/h (corsa), Dome Judd S101 - 335 km/h (qualifica)